# Naturalismus (Literatur)
Der Naturalismus (von lateinisch naturalis ‚natürlich‘) ist eine Strömung in Literatur und Theater von etwa 1880 bis ins 20. Jahrhundert, die auf exakter Gesellschafts- und Naturbeobachtung und Darstellung aktueller Zeitprobleme beruht.

## Geschichte
Schon im 18. Jahrhundert wurde das häufig fälschlich Jean-Jacques Rousseau zugeschriebene Motto „Zurück zur Natur“ als Naturalismus bezeichnet. Der Naturalismus des 18. Jahrhunderts fordert den unverbildeten Künstler („Als Sänger ist er Naturalist“ hieß: Er hat nie akademischen Gesangsunterricht genossen.), während der Naturalismus des späteren 19. Jahrhunderts den Experten als Naturbeobachter voraussetzt. Dem älteren wie dem neueren Naturalismus gemeinsam ist das Bemühen, dem Ungeschliffenen, Unterprivilegierten, „Hässlichen“ einen Platz in der Kunst zu verschaffen.
Ende des 19. Jahrhunderts prägten große gesellschaftliche Veränderungen Europa: Die Industrielle Revolution, der Imperialismus, die Verstädterung, wobei durch letztere Armut und Elend in konzentrierter Form beobachtet werden mussten. Auf diesem Boden entstand als Gegenbewegung der Naturalismus. Naturalistische Künstler behaupten, die Wirklichkeit möglichst genau darzustellen, und arbeiten mit exakten, gleichsam naturwissenschaftlichen Methoden. Diese Wissenschaftlichkeit berechtigt und verpflichtet sie, auch das Hässliche und Verdrängte abzubilden. Émile Zola orientierte den literarischen Naturalismus in seiner Schrift Le roman expérimental (1880) an der experimentellen Medizin. In seinen Romanen entwickelte er „dokumentarische“ Erzählformen wie den Sekundenstil oder die akribische Beschreibung von Räumen, um ein soziales Milieu zu charakterisieren. Ein Hauptwerk des literarischen Naturalismus ist Zolas Romanzyklus Les Rougon-Macquart. Als er für die thematische und sprachliche Drastik in seinem Roman Thérèse Raquin (1867; Ehebruch, Gattenmord, maßloses Misstrauen gegenüber dem Komplizen – gesteigert bis zu Hass und Mordplanung, schließlich gemeinsame Selbsttötung) angegriffen wurde, verteidigte er sich in seinem Vorwort zur zweiten Auflage im April 1868 trotzig-stolz mit den Worten « Le groupe d’écrivains naturalistes auquel j’ai l’honneur d’appartenir a assez de courage et d’activité pour produir des œuvres fortes, portant en elles leur défense. » (deutsch: „Die Gruppe der naturalistischen Schriftsteller, denen ich die Ehre habe anzugehören, ist mutig und aktiv genug um starke Werke zu schaffen, die in sich ihre Verteidigung tragen.“)
Die deutschen Autoren des Naturalismus verwendeten den Begriff Naturalismus zunächst nicht zur Bezeichnung ihrer eigenen Arbeit. Der Begriff wurde ihnen über eine längere Zeit hinweg in herabsetzender Absicht angehängt. Selbst begriffen sich die Autoren als „das jüngste Deutschland“, die Hauptzielscheibe ihrer Kritik waren die etablierten idealistischen Epigonen der Gründerzeit und eine sich etablierende Salonkultur der bürgerlichen Elite, die dem Geschmack der Aristokratie folgte. 1882 erschienen die programmatischen und provozierenden „Kritischen Waffengänge“ der Brüder Heinrich und Julius Hart, 1884 die Lyrik-Anthologie „Moderne Dichtercharaktere“ von Wilhelm Arent mit programmatischen Vorworten von Hermann Conradi und Karl Henckell, 1885 die naturalistische Literaturzeitschrift Die Gesellschaft.
Die führenden deutschen Dramatiker des Naturalismus waren Gerhart Hauptmann mit den Dramen Vor Sonnenaufgang (1889) und Die Weber (Originaltitel „De Waber“, 1892), in dem zum Beispiel Manufaktur-Arbeiter als tragische Figuren erscheinen, und das Autorenpaar Arno Holz und Johannes Schlaf mit dem bahnbrechenden Drama Die Familie Selicke (1890). Johannes Schlaf schrieb das streng naturalistische Drama Meister Oelze (1892) im thüringischen Dialekt.
Zum Naturalismus im Theater gehören neben der entsprechenden Textvorlage auch die Spielweise der Schauspieler und die Einrichtung und Beleuchtung der Bühne. In Russland prägte sich unter dem Einfluss des französischen und des deutschen Naturalismus sowie der „Meininger“ Theatertruppe, die sich um historisch getreue Theateraufführungen bemühten, ein naturalistischer Schauspielstil aus. Konstantin Stanislawski, der modellhafte Inszenierungen von Tschechows Dramen schuf, gilt als sein Begründer.

## Naturalismus und Moderne
Der Naturalismus prägte in Deutschland den Begriff der Moderne. „Moderne“ wurde aus dem Adjektiv „modern“ abgeleitet, das bereits in der Frühromantik bei Schlegel auftaucht. Die substantivierte Form „die Moderne“ wurde, als Kontrastbegriff zu „die Antike“, von dem Germanisten Eugen Wolff im Jahre 1886 im Rahmen eines Vortrages in dem deutschen Naturalisten-Club „Durch!“ eingeführt.
Ob der Naturalismus den Beginn der literarischen Moderne bedeutet, ist nicht so leicht zu beantworten. Einerseits ist er wegweisend für die thematische Behandlung sozialer Probleme der modernen Großstadt und bricht außerdem mit sämtlichen Poetiken, nach denen der Mensch als autonomes Wesen gedacht wird. Auf der anderen Seite stützt sich der Naturalismus auf den Gedanken von der Erkennbarkeit der Welt durch die materialistisch-positivistischen Wissenschaften seiner Zeit, ist also wissenschaftshörig.
Aber diese angebliche Objektivität der Wissenschaften gerät ab 1890 immer mehr unter Beschuss: Sigmund Freud entdeckt das Unbewusste im angeblich rational und emotional bestimmten Individuum, Albert Einstein verweist auf die Subjektivität von Zeit und Raum, Hofmannsthal formuliert ein virulentes Misstrauen in menschliches Ausdrucksvermögen (Sprachkrise). Insofern erscheint es ratsam, den Beginn der Moderne erst mit dieser Krisenkonstatierung beginnen zu lassen, mit der Einsicht, dass es keine objektiv realisierbare Wirklichkeit gibt, sondern lediglich Subjektivität in der Weltanschauung. In dieser Folge können die vielen Ismen des frühen 20. Jahrhunderts als Ausdrucksversuche gelten, dem individuellen – nicht länger allgemeinen – Wahrnehmen Ausdruck zu verleihen.
Bereits um 1890 verlor der Naturalismus an Einfluss. Mit der Aufhebung der Sozialistengesetze geriet die naturalistische Literatenfront in eine Krise und zersplitterte sich. Die soziale Frage erschien auf einen Schlag als etwas Abgestandenes, Überholtes. Weite Kreise waren überzeugt, dass sich die soziale Frage auf dem Wege zur endgültigen Lösung befinde. Der sozialdemokratische Autor Paul Ernst bekannte, dass er bei seinen Vorträgen vor Arbeitern die Gefahr als besonderen Reiz empfunden habe, der nun entfallen war. Die Avantgarde wandte sich neuen Themen zu; sie entdeckte die Bohème und die impressionistische Ästhetik, während die sozialen Themen, die der Naturalismus gerade erst salonfähig gemacht hatte, rasch wieder verdrängt wurden.
Doch die Präzision der Darstellung und die Verwendung der Umgangssprache zur Charakterisierung sozialer Schichten behielten in neuen Ausprägungen ihre Bedeutung. Alfred Döblin fordert in seinem Berliner Programm von 1913 (An Romanautoren und ihre Kritiker) einen anderen Naturalismus, der im „Kinostil“ in „höchster Gedrängtheit und Präzision“ die „entseelte Realität“ beschreiben soll. Er wendet sich gegen sprachlich vollständig ausformulierte Gedankenreihen, durch die die Handlungen der Akteure motiviert werden sollen. Insofern steht er der Neuen Sachlichkeit näher als dem psychologisierenden Naturalismus. Spätestens im Ersten Weltkrieg wird der schwer schuftende – nunmehr kriegsnotwendige – Arbeiter wiederentdeckt.

## Kennzeichen
- Der Naturalismus ist eine gesamteuropäische literarische Strömung der letzten Jahrzehnte des 19. Jahrhunderts. Impulse für die deutschen Autoren kommen aus den psychologischen Romanen Iwan Turgenews, Lew Tolstois und Fjodor Dostojewskis, aus den sozialen „Experimentalromanen“ Zolas sowie den gesellschaftskritischen Dramen Henrik Ibsens und August Strindbergs.
- Der Naturalismus versteht sich als literarische Revolution, weil er mit dem Tradierten bricht und den (poetischen) Realismus überwindet, weil er auf dessen verklärende Tendenzen verzichtet ebenso wie auf die Deutung der Wirklichkeit durch den Dichter.
- Die naturwissenschaftlich exakte Gestaltung der empirischen Wirklichkeit gilt als Ideal. Die Welt wird untersucht und naturgetreu, wissenschaftlich exakt abgebildet. Die Kunst ist der Rationalität, Kausalität, dem Determinismus und der Objektivität verpflichtet, während es auf Subjektivität und Individualität des Dichters zu verzichten gilt.
- Charakter und Schicksal des Menschen werden durch die historische Zeit, in der er lebt, das psychische Erbgut sowie das Milieu determiniert gesehen (vgl. Karl Marx, Auguste Comte, Hippolyte Taine und Charles Darwin).
- Die soziale Thematik, die Darstellung sozialer Not äußert sich weniger als sozialpolitischer Kampf mit parteipolitischer Bindung, sondern eher als eine Art soziales Mitgefühl am Beispiel gesellschaftlicher Außenseiter im Geflecht von Großstadt (Anonymität, Entindividualisierung, Prostitution) oder moderner Technik. Oft wird die künstlerische Bohème verklärt.
- Das soziale Drama stellt Charaktere in ihrer Bedingtheit durch Milieu und Vererbung in den Vordergrund, wobei die wenigen handelnden Figuren durch detaillierte szenische Anmerkungen und Regieanweisungen geleitet werden.
- Gegen alle Konventionen des Verses und der Strophe, gegen Tradition und Epigonentum in Thematik und im Formalen wendet sich die „Revolution in der Lyrik“ (Arno Holz) und orientiert sich stattdessen an einer Prosalyrik, die einem natürlichen Rhythmus gehorchen soll.
- Besonders konsequenter Naturalismus findet sich im so genannten „Sekundenstil“. Dabei gilt es, jedes noch so banale Detail geradezu protokollarisch festzuhalten, dem natürlichen Sprechen möglichst nahezukommen (Stottern, Stammeln, Dialekt, Ausrufe, unvollständige Sätze, Atempausen, Nebengeräusche …), um dadurch mehr vom Milieu zu zeigen und zu vermitteln als über Raumbeschreibungen.
- Die den Naturalismus ablösenden Kunstströmungen (Impressionismus, Symbolismus, Expressionismus) bedienen sich differenzierterer, verfremdender Ausdrucksmittel statt des begrenzten Zugriffs der bloßen Wirklichkeitsabbildung.
- Der Schreibstil der Epoche des Naturalismus ist von Satzbrüchen, Satzfragmenten und Pausen geprägt, die Bestandteil des Sekundenstils sind.
- Kunst = Natur − x (von Arno Holz definiert), wobei x die künstlerischen Reproduktionsmittel und deren Handhabung durch den Künstler seien und möglichst minimal gehalten werden sollen, um die Differenz zwischen Kunst und Natur klein zu halten. Da das x jedoch niemals verschwinden kann, hat die Kunst „die Tendenz, wieder [sic] die Natur zu sein. Sie wird sie nach Maßgabe ihrer jeweiligen Reproduktionsbedingungen und deren Handhabung.“[5]
- Verwendung der „phonographischen Methode“, welche, um das natürliche Sprechen wiederzugeben, folgende Mittel aufnimmt:
  - Dialekt (geografische Ausdrucksweise)
  - Soziolekt (schichtspezifische Ausdrucksweise)
  - Psycholekt (situationsbedingte Ausdrucksweise)
  - Idiolekt (individuelle Ausdrucksweise)
- Der Naturalismus kann, wie Papa Hamlet zeigt, als „ironische Form der Literatur“ verstanden werden.[6]

## Naturalismus als Steigerung des Realismus
Während im Realismus das Negative ästhetisch aufgehoben und zugunsten einer höheren, idealen Idee exkludiert wird, zielt der Naturalismus darauf ab, genau dieses Negative mit einzubeziehen und detailliert wiederzugeben. Indem der Naturalismus seine Daseinsberechtigung aus der positivistischen Wissenschaftsgläubigkeit, der sozialen Vererbung des Menschen im Milieu und hieraus seine „Berechenbarkeit“ als Massenobjekt definiert sieht, wird das idealistische Element des Bürgerlichen Realismus aus der Literatur verbannt. Der Realismus zeigt ein anthropologisches Idealbild objektiver Autonomie, hingegen geht der Naturalismus von der Milieuzugehörigkeit jedes Menschen und der Erkennbarkeit/Berechenbarkeit menschlichen Verhaltens mittels der Wissenschaften aus. Dichtung: phonographische Genauigkeit und Sekundenstil.

## Bedeutende Autoren
- Ludwig Anzengruber (1839–1889)
- Max Bernstein (1854–1925)
- Otto Julius Bierbaum (1865–1910)
- Karl Bleibtreu (1859–1928)
- Johan Bojer (1872–1959)
- Michael Georg Conrad (1846–1927)
- Hermann Conradi (1862–1890)
- Stephen Crane (1871–1900)
- Hedwig Dohm (1831–1919)
- Kunikida Doppo (1871–1908)
- Theodore Dreiser (1871–1945)
- Fjodor Michailowitsch Dostojewski (1821–1881)
- Maxim Gorki (1868–1936)
- Max Halbe (1865–1944)
- Heinrich Hart (1855–1906)
- Otto Erich Hartleben (1864–1905)
- Carl Hauptmann (1858–1921)
- Gerhart Hauptmann (1862–1946)
- Herman Heijermans (1864–1924)
- Peter Hille (1854–1904)
- Arno Holz (1863–1929)
- Henrik Ibsen (1828–1906)
- Guy de Maupassant (1850–1893)
- Eça de Queiroz (1845–1900)
- Johannes Schlaf (1862–1941)
- August Strindberg (1849–1912)
- Hermann Sudermann (1857–1928)
- Konrad Telmann (1854–1897)
- Lew Nikolajewitsch Tolstoi (1828–1910)
- Shimazaki Tōson (1872–1943)
- Giovanni Verga (1840–1922)
- Clara Viebig (1860–1952)
- Frank Wedekind (1864–1918)
- Émile Zola (1840–1902)